# Kösching
Kösching (baw. Kesching) – gmina targowa w Niemczech, w kraju związkowym Bawaria, w rejencji Górna Bawaria, w regionie Ingolstadt, w powiecie Eichstätt. Leży częściowo na terenie Parku Natury Altmühltal, na obrzeżach Jury Frankońskiej, około 25 km na południowy wschód od Eichstätt, przy autostradzie A9.

## Demografia
Dane o ludności z 31 grudnia 2008:
| Opis                                | Ogółem | Ogółem | Kobiety | Kobiety | Mężczyźni | Mężczyźni |
| ----------------------------------- | ------ | ------ | ------- | ------- | --------- | --------- |
| Jednostka                           | osób   | %      | osób    | %       | osób      | %         |
| Populacja                           | 8652   | 100    | 4396    | 50,81   | 4256      | 49,19     |
| Wiek przedprodukcyjny (0–17 lat)    | 1792   | 20,71  | 888     | 10,26   | 904       | 10,45     |
| Wiek produkcyjny (18–65 lat)        | 5453   | 63,03  | 2722    | 31,46   | 2731      | 31,56     |
| Wiek poprodukcyjny (powyżej 65 lat) | 1407   | 16,26  | 786     | 9,08    | 621       | 7,18      |

## Polityka
Wójtem gminy jest Maximilian Schöner z CSU, rada gminy składa się z 20 osób.
|      | CSU | SPD | UWG | Razem |
| 2008 | 11  | 5   | 4   | 20    |
| 2002 | 8   | 7   | 5   | 20    |